# Spilogona eximia
Spilogona eximia är en tvåvingeart som först beskrevs av Stein 1907.  Spilogona eximia ingår i släktet Spilogona och familjen husflugor. Inga underarter finns listade i Catalogue of Life.